# بلجيكا في الألعاب الأولمبية الصيفية 2012
بلجيكا في الألعاب الأولمبية الصيفية 2012 من المقرر ان تدخل بلجيكا للمنافسة في دورة ألعاب أولمبية صيفية 2012، لندن المملكة المتحدة، في الفترة من 27 يوليو - 12 أغسطس 2012. وستشارك ب 99 رياضي في 14 رياضة